# Korg R3
Pour les articles homonymes, voir R3.
Le R3 est un synthétiseur numérique à modélisation analogique avec vocoder produit par le constructeur japonais Korg à partir de 2006.
Il dispose de la technologie de synthèse MMT du RADIAS de Korg.
Sa polyphonie est de 8 notes avec un vocodeur 16 bandes et il est multitimbral à deux canaux.